# IC 3839
IC 3839 је појединачна звијезда у сазвјежђу Береникина коса која се налази на листи објеката дубоког неба у Индекс каталогу.
Деклинација објекта је + 20° 25' 17" а ректасцензија 12h 51m 46,2s.